# Кобеев, Мирас Бауржанулы
Мирас Бауржанулы Кобеев (каз. Мирас Бауыржанұлы Көбеев; род. 9 июня 2004, Астана) — казахстанский футболист, полузащитник клуба «Ислочь» и сборной Казахстана до 21 года.

## Карьера

### «Кайрат»
Воспитанник футбольной академии «Кайрат», откуда затем футболист перебрался в «Кайрат». Первым тренером футболиста был Виктор Болатович Балтабаев. Впервые в заявку основной команды клуба футболист попал 31 июля 2021 года на матч Кубка Казахстана против клуба «Туран», однако остался на скамейке запасных. В августе 2021 года футболист отправился выступать во вторую команду клуба «Кайрат-Жастар». Дебютировал за клуб футболист 24 августа 2021 года в матче против клуба «Игилик», выйдя на поле в стартовом составе. В сентябре 2021 года футболист в составе юношеской команды до 19 лет отправился на матчи юношеской лиги УЕФА. На протяжении сезона футболист продолжал выступать за вторую команду клуба, результативными действиями не отличившись. По итогу сезона футболист вместе с клубом завершил чемпионат на итоговом пятом месте.
Новый сезон футболист начинал 24 апреля 2022 года за вторую команду против клуба «Игилик», выйдя на поле в стартовом составе. Дебютный гол за клуб футболист забил 9 мая 2022 года в матче против клуба «Байконур». Дебютный матч за основную команду клуба футболист сыграл 24 июля 2022 года против клуба «Аксу», выйдя на поле в стартовом составе и отличившись также дебютной результативной передачей. Также футболист за сезон единожды попал в заявку основной команды клуба на матч казахстанской Премьер лиги 15 октября 2022 года против «Астаны», однако на поле так и не вышел. На протяжении сезона футболист был одним из ключевых игроков «Кайрата-Жастар», за который успел отличиться 2 забитыми голами и 3 результативными передачами, также выводя команду на поле с капитанской повязкой. По итогу сезона футболист вместе с клубом завершил чемпионат на итоговом четвёртом месте.
В начале 2023 года футболист тренировался с основной командой «Кайрата», в составе которого и начинал новый сезон. Первый матч в новом сезоне футболист сыграл 6 апреля 2023 года в матче против клуба «Экибастуз», выйдя на поле в стартовом составе. Первый матч за основную команду клуба футболист сыграл 19 апреля 2023 года в рамках Кубка Казахстана против клуба «Акжайык», выйдя на поле в стартовом составе. Затем футболист продолжал выступать за вторую команду клуба в роли капитана, также регулярно попадая в заявки и основной команды. Первым результативным действием за клуб в сезоне футболист отличился 11 августа 2023 года в матче против Академии «Онтустик», отдав голевую передачу. В августе 2023 года футболист покинул казахстанский клуб, так и не дебютировав за основную команду в казахстанской Премьер лиге.

### «Ислочь»
В январе 2024 года появилась информация, что футболист близок к переходу в белорусскую «Ислочь». В конце января 2024 года футболист официально присоединился к белорусскому клубу, подписав двухлетний контракт. Дебютировал за клуб футболист 3 марта 2024 года в четвертьфинальном матче Кубка Белоруссии против «Витебска», выйдя на поле в стартовом составе и отличившись дебютным забитым голом. Дебютным матч в чемпионате футболист сыграл 15 марта 2024 года против брестского «Динамо», выйдя на поле стартовом составе.

## Международная карьера
В январе 2021 года футболист в составе юношеской сборной Казахстана до 17 лет отправился на матчи Кубка Развития. В июле 2022 года футболист получил вызов в юношескую сборную Казахстана до 19 лет на товарищеские матчи против сборной Азербайджана, однако на поле так и не вышел.

## Клубная статистика
| Клуб             | Сезон            | Лига | Лига | Кубки | Кубки | Еврокубки | Еврокубки | Итого | Итого |
| Клуб             | Сезон            | Игры | Голы | Игры  | Голы  | Игры      | Голы      | Игры  | Голы  |
| ---------------- | ---------------- | ---- | ---- | ----- | ----- | --------- | --------- | ----- | ----- |
| Кайрат           | 2021             | —    | —    | 0     | 0     | —         | —         | 0     | 0     |
| Кайрат           | 2022             | 0    | 0    | 2     | 0     | —         | —         | 2     | 0     |
| Кайрат           | 2023             | 0    | 0    | 1     | 0     | —         | —         | 1     | 0     |
| Кайрат           | Итого            | 0    | 0    | 3     | 0     | —         | —         | 3     | 0     |
| → Кайрат-Жастар  | 2021             | 5    | 0    | —     | —     | —         | —         | 5     | 0     |
| → Кайрат-Жастар  | 2022             | 19   | 2    | —     | —     | —         | —         | 19    | 2     |
| → Кайрат-Жастар  | 2023             | 16   | 0    | —     | —     | —         | —         | 16    | 0     |
| → Кайрат-Жастар  | Итого            | 40   | 2    | —     | —     | —         | —         | 40    | 2     |
| Ислочь           | 2024             | 26   | 1    | 6     | 1     | 2         | 0         | 34    | 2     |
| Ислочь           | Итого            | 26   | 1    | 6     | 1     | 2         | 0         | 34    | 2     |
| Всего за карьеру | Всего за карьеру | 66   | 3    | 9     | 1     | 2         | 0         | 77    | 4     |